# プライベートレッスン 青い体験
『プライベートレッスン 青い体験』（-あおいたいけん、原題：청춘／青春）は、2000年の韓国映画。愛と性の悩みを抱えながら成長していく繊細で複雑な10代の若者たちの姿を描いた青春映画である。

## キャスト
| 役名               | 俳優               | 日本語吹替 |
| ------------------ | ------------------ | ---------- |
| キム・ジャヒョ     | キム・レウォン     | 鳥畑洋人   |
| イ・スイン         | キム・ジョンヒョン | 遊佐浩二   |
| ナモク             | ペ・ドゥナ         | 朴璐美     |
| ユン・ジョンへ先生 | チン・ヒギョン     | 藤貴子     |
| マダム・ウェルテル | キム・ジュリョン   | 佐藤しのぶ |
| ハラ               | ユン・ジヘ         | 魏涼子     |
| ナモクの母         | コ・ドゥシム       |            |
| ダルスン           | パク・チャニム     |            |
| ワンジェ           | キム・ジェヨン     |            |
| ジョンテ           | ハム・シニョン     |            |
| 高校の担任         | リー・チャンユン   | 多田野曜平 |
| ハラの母           | イ・ヨンニョ       |            |
| 大学の教授         | ハム・スノ         |            |

## スタッフ
- 監督・脚本：クァク・チギュン
- 製作：オー・エンシル
- 製作総指揮：チャ・スンジェ、リー・ウォンギ、チェ・ジェウォン
- 撮影：ハム・スンホー
- 編集：キム・ヒョン
- 音楽：キム・スジュン、ソン・シーヒョン